# 府城镇 (凤阳县)
府城镇，是中华人民共和国安徽省滁州市凤阳县下辖的一个乡镇级行政单位，也是凤阳县人民政府驻地。

## 行政区划
府城镇下辖以下地区：
府东社区、府西社区、府北社区、楼东社区、楼南社区、楼西社区、教场村、凤北村、五里庙村、四湾村、大通桥村、潘家湾村、大王府村、南门村、山后村、夫子郢村、西门村、县城村、蔡庄村、钟楼村、金董村、圩山村、庙山村、张老庄村、卫前村、墙西村、北墙村、老人桥村、齐涧村、岗集村、岳林村、甄岗村、柳圩村、申台村、顾台村、十里程村、凤阳县农科所生活区和凤阳县江山苗圃场。